# Humerobates setosus
Humerobates setosus är en kvalsterart som beskrevs av Valerie M. Behan-Pelletier och Sandór Mahunka 1993. Humerobates setosus ingår i släktet Humerobates och familjen Humerobatidae. Inga underarter finns listade i Catalogue of Life.